# Il padiglione delle peonie

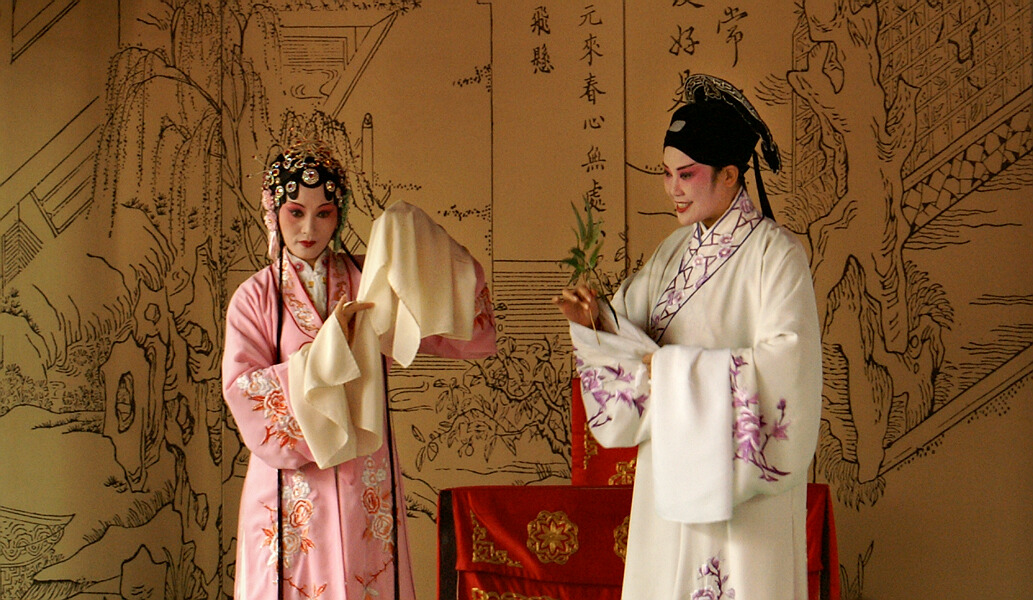
Una scena de Il padiglione delle peonie

Il padiglione delle peonie (牡丹亭S, Mǔdān tíngP) è un'opera drammatica appartenente al genere dell'opera cinese, scritta da Tāng Xiǎnzǔ sotto la dinastia Ming. Fu rappresentata per la prima volta nel 1598, nel padiglione del principe Teng.
Fa parte dei Quattro Sogni di Tāng e tradizionalmente viene messa in scena come opera Kūnqǔ. È in assoluto l'opera più popolare della dinastia Ming e tutte le compagnie Kūnqǔ la includono nel loro repertorio. Pur essendo un'opera che aderisce alle convenzioni del genere, la poesia raffinatissima ne fa un capolavoro senza tempo.
Versioni recenti hanno cercato di infondere nuova vita a questo classico fra i più amati dell'opera cinese, ma hanno incontrato il dissenso dei critici conservatori.

## Trama
Per tradizione, la rappresentazione è incentrata sulla storia d'amore fra Dù Lìniáng (杜丽娘/杜麗娘) e Liǔ Mèngméi (柳梦梅/柳夢梅), sebbene nel testo originale siano presenti molti elementi drammatici relativi alla guerra fra la dinastia Song e la dinastia Jīn (1115–1234).
Dù Lìniáng è una giovane nobile, figlia di un notabile; durante una passeggiata in giardino, si ferma a riposare e si addormenta. Nel sogno le appare Liǔ Mèngméi, un giovane bellissimo che non ha mai incontrato e del quale si innamora a prima vista. Svegliata da una pioggia di petali, il sogno svanisce: incapace di ritrovare nella realtà l'incanto del sogno, la fanciulla muore di malinconia.
La sua ricerca di Liǔ Mèngméi continua anche dopo la morte: il suo matrimonio col giovane è predestinato, e la fanciulla è rimandata fra i viventi, come fantasma, poiché il padre non ha inciso il suo nome nella tavoletta ancestrale, così che la sua anima non può andare nel regno dei morti. Liniang rimane sulla terra per perseguitare il suo amato che ora vive nel giardino dove i due si erano incontrati in sogno. Liǔ Mèngméi la riconosce e decide di riportarla in vita togliendola dalla tomba, ma quando si reca dal padre della fanciulla per dargli il lieto annuncio della resurrezione di Dù Lìniáng, questi non gli crede e lo accusa di essere un impostore. Dopo una serie di vicissitudini, Liǔ Mèngméi si salva grazie al perdono dell'imperatore.

## Rappresentazioni moderne
Méi Lánfāng (talvolta in coppia con Yu Zhenfei nel ruolo di Liǔ Mèngméi) fu celebre per la sua sensibile interpretazione del personaggio di Dù Lìniáng.

In tempi più recenti, l'interpretazione di maggior importanza è probabilmente quella di Zhang Jiqing, che si rifà alla tradizione dell'opera kunqu della provincia di Jiangsu. A Shanghai, Jennifer Hua Wenyi è stata una popolare interprete del ruolo di Dù Lìniáng, ed ha portato l'opera anche all'estero in varie tournée.

La versione di Chen Shizheng, con Qian Yi nel ruolo di Dù Lìniáng, è stata probabilmente la prima versione integrale dell'opera degli ultimi 300 anni. Con le sue venti ore di durata, ha avuto il merito di riportare l'interesse sull'opera nella sua interezza, al di là degli episodi più conosciuti ed apprezzati.

## Adattamenti
Bai Xianyong / Hsien-yung Pai ha messo in scena un adattamento Young Lovers alla Zellerbach Hall di Berkeley, California, nel 2006.
Il padiglione delle peonie è stato adattato da Tan Dun e diretto da Peter Sellars e Chen Shizheng. Questa rielaborazione è andata in scena soprattutto all'estero, spesso con successo, ma suscitando il dissenso dei tradizionalisti cinesi.
Due film, uno prodotto a Hong Kong nel 2001 ed uno prodotto a Taiwan e diretto da Chen Guofu, sono stati presentati col titolo inglese Peony Pavilion.

## Curiosità
- Il 15 giugno 2010 a Venezia l'opera è stata rappresentata per la prima volta in Europa[2], presso Palazzo Corner della Ca' Granda